# Léonard Gallois
Léonard Gallois, né le 30 novembre 1789 à Monaco et mort le 27 décembre 1851 à Paris, est un journaliste politique et historien français.

## Biographie
Né de parents français, après avoir fini ses études, il a fait plusieurs voyages en Europe avant d’entrer dans le commerce. En 1810, il est devenu le secrétaire particulier d’Aimé-Jean-François de Chassepot de Chapelaine (d). En 1813, il est entré dans la Garde nationale mobile, avec le grade de lieutenant payeur, et pendant les Cent-Jours, il est passé capitaine d’habillement dans le 2e bataillon des chasseurs des Pyrénées.
Persécuté en 1816 pour cause d’opinions politiques, et arrêté à Toulouse par les Verdets, ayant réussi à leur échapper, il a quitté la France pour se retirer dans sa ville natale, où il a fondé, avec Simoneau, un journal, qui a eu beaucoup de succès, mais dont les opinions démocratiques ont amené le roi Charles-Félix de Savoie à en exiger la suppression.
Monté à Paris en 1818, il a dirigé L’Aristarque et le Bulletin des Chambres et des Tribunaux, avant d’intégrer la rédaction du Constitutionnel, qui représentait alors l’opinion libérale en France. Vers cette époque, il a publié plusieurs brochures politiques, lues avec grand enthousiasme, mais qui lui valut une condamnation à trois mois de prison, ce qui ne l’a empêcher de persévérer jusqu’à sa mort dans ses opinions démocratiques. Il s’est signalé parmi les champions les plus énergiques du parti libéral sous la Restauration.
Publiciste sérieux et énergique, il a également composé de nombreux ouvrages historiques, qui constituent autant de documents utiles aux historiens. Il s’est également consacré à beaucoup de compilations utiles et de traductions estimées. Il a dirigé la publication de la réimpression de l’ancien Moniteur, depuis la réunion des États généraux jusqu’au Consulat (mai 1789 à novembre 1799), et il a rédigé les notes explicatives qui accompagnent les premiers volumes de la Constituante et de la Convention, dans cette réimpression.
Il a eu un fils, le journaliste et écrivain Léonard-Joseph-Urbain-Napoléon Gallois, né à Foix, le 29 avril 1815, une figure reconnue du théâtre, pour avoir été l'auteur d'une comédie Vaudeville en 1845 représentée au Théâtre "Des Délassements Comiques" sur le Boulevard du Temple à Paris, et intitulée : "Une Passion de Salon" en collaboration avec un certain Denisard Hypolite Léon RIVAIL, bien connu lui aussi dans le monde de l'occulte.

## Principales publications
- Cinq Jours de l’Histoire de Naples, trad. de l’italien du général Coletta, Paris, 1820, in-8°.
- Éloge funèbre de Napoléon, prononcé sur sa tombe, le 9 mai 1821, par le grand-maréchal Bertrand, Paris, 1821, in-8°; réimprimé plusieurs fois.
- Histoire des Six dernières Années de la Vie de Joachim Murat, trad. de l’italien du général Coletta, Paris, 1821, in-12.
- Histoire du Singe de Napoléon, Paris, 1821, 1822, in-8°.
- Les Pétards et cætera, par celui qui va écouter aux portes, Paris, 1821, in-8°.Cette brochure a été saisie, mais Gallois n’a pas été mis en jugement, parce qu’il a consenti à la destruction définitive de tous les exemplaires.
- Les Grandes Marionnettes, Paris, sans date, in-8°.
- Le Citateur dramatique, ou choix de maximes, sentences, axiomes, apophtegmes et proverbes en vers, tirés du répertoire de Théâtre Français, Paris, 1822, 1823, 1825 et 1827, in-8°; 1819, in-18.
- Le Parapluie patrimonial, Paris, 1822, in-8°.Gallois y avertit le roi que du jour où il sortirait de la Charte, la Charte ne l’abriterait plus. Cet écrit a été dénoncé à la cour royale, qui, par arrêt du 11 novembre 1822, a condamné Gallois à trois mois d’emprisonnement et à 500 fr. d’amende pour délit d’offenses envers l’un des membres de la famille royale.
- Qu’en dis-tu, citoyen ?, Paris, 1822, réimprimé plusieurs fois.
- Six Mois en Espagne, lettres de M. Pecchio à Lady J. O., augmentées de notes de Corradi, etc., trad. de l’italien, Paris, 1822, in-8°.
- Promenade à Sainte-Pélagie, ou petit manuel à l’usage du journaliste, des Hommes de lettres, de tous ceux qui ont des dettes, etc., Paris, 1823, in-8°.
- Sur la catastrophe de l’ex-roi de Naples Joachim Murat, trad. de l’italien des mémoires du général Coletta, Paris, 1823, in-8°.
- Vérité au Roi, quand même !... Paris, 1824, in-8°.
- Almanach des Electeurs de Paris et des départements, Paris, 1824, in-18
- Biographie des Contemporains par Napoléon, Paris, 1824, in-8°.Gallois a réuni sous ce titre les divers jugements prononcés par Napoléon sur ses contemporains ; il a ajouté en tête de chaque jugement une courte notice biographique sur chaque personnage dont il est fait mention.
- Histoire abrégée de Paris, avec Eugène de Monglave, Paris, 1824, 2 vol. in-18.
- Le Suicide, Paris, 1824, in-12.
- Histoire de Napoléon d’après lui-même, Paris, 1825, 1827, 1828, in-8°, avec deux portraits ; traduit en espagnol, par J. Valarino, sous le titre de Historia de Napoléon, segun el mismo, Paris, 1825, 3 vol. in-18°.
- Biographie de tous les Ministres depuis la constitution de 1791 jusqu’à nos jours, Paris, 1825, in-8°, avec frontispice ; réimprimée sous le titre de Dictionnaire historique de tous les Ministres depuis la Révolution, Paris, 1827 in-8°.
- Le Carbonaro, nouvelle historique, recueillie par un voyageur, Paris, 1825, 2 vol. in-12.
- La Caravane dramatique, ou les virtuoses aventuriers, Paris, 1827, 3 vol. in-12.
- Couronne poétique offerte à l’auteur de l’Épitre à Zelmire, Paris, 1827, in-8°.
- Louise, ou l’élève du Conservatoire, Paris, 1827, in-8°.
- Histoire abrégée de l’Inquisition d’Espagne, trad. de l’espagnol de Llorente, Paris, 1828.La quatrième édition est augmentée d’une Notice sur la vie et les écrits de Llorente, et d’une lettre de Grégoire, ancien évêque constitutionnel de Blois, adressée à don Ramon-José de Circa, grand-inquisiteur général de l’Espagne, Paris, 1828, in-18; 1829, in-8°, avec planches.
- Histoire de Joachim Murat, sa fin tragique et déplorable, Paris, 1828 et 1844, in-8°.
- Trois Actes d’un grand Drame, scènes historiques, Paris, 1828, in-8°.Ces trois actes sont : Le Dix-Huit Brumaire, l’Abdication de Fontainebleau et le Vingt Mars.
- Histoire abrégée de l’Économie en Italie, par le comte Pecchio, traduit de l’italien ; 1829, in-8°.
- Histoire de France d’Anquetil, continuée depuis la seconde assemblée des notables, 6 novembre 1788, jusqu’au sacre de Charles X, Paris, 1829, 9 vol. in-8°, et 1837, avec 3 vol. de continuation.
- Le Citateur des Fabulistes français, ou petit dictionnaire des maximes, sentences, axiomes et proverbes en vers, extraits de nos meilleurs fabulistes, etc., Paris, 1829, in-8°.
- La dernière Semaine de Juillet 1830, ou relation exacte de tout ce qui s’est passé sur le boulevard Saint-Antoine, la place Royale, la place de la Bastille et la rue Saint-Antoine, pendant les glorieuses journées des 26, 27, 28, 29, 30 et 31 de ce mois, écrite jour par jour, heure par heure, Paris, 1830, in-8°.
- Histoire pittoresque de la Révolution française, mise à la portée de tout le monde, Paris, 1830, 4 vol. in-8°.
- Observations rassurantes sur les opinions politiques des habitants du midi de la France, Paris, 1831, in-8°.
- Histoire de la Convention nationale d’après elle-même, précédée d’un Tableau de la France monarchique avant la Révolution et d’un Précis de notre histoire nationale pendant la session de l’Assemblée constituante et celle de l’Assemblée législative, Paris, 1834 et 1835, 8 vol. in-8°.
- Histoire des Élections de 1827 et de 1830, dédiée aux électeurs de 1842, Paris, 1842, in-8°.
- Histoire des Journaux et des Journalistes de la Révolution française (1789 à 1796), précédée d’une Introduction générale, Paris, 1845, 1846, 2 vol. in-8°, avec 27 portraits.
- Histoire des Jacobins, dont trois volumes ont été publiés en feuilleton dans la Réforme de 1847 à 1849.
- Histoire de la Révolution de 1848, 1848-1852, 5 vol. in-8°.